# Diecezja Araguaíny
Diecezja Araguaíny (łac. Dioecesis Araguaínensis) – diecezja Kościoła rzymskokatolickiego w Brazylii. Należy do metropolii Palmas. 
31 stycznia 2023 została erygowana przez papieża Franciszka z części diecezji Tocantinópolis i diecezji Miracema do Tocantins.

## Ordynariusze
- Giovane Pereira de Melo (od 2023)